# Cryptographis guatemalalis
Cryptographis guatemalalis là một loài bướm đêm trong họ Crambidae.